# Palmeira do Piauí
Palmeira do Piauí é um município brasileiro do estado do Piauí. Localiza-se a uma latitude 08º43'37" sul e a uma longitude 44º14'08" oeste, estando a uma altitude de 270 metros. Sua população estimada em 2004 era de 5 586 habitantes.
Possui uma área de 2.021,228 km².

## Geografia
Está localizado ao sul do estado próximo aos municípios de Bom Jesus e Cristino Castro. A cidade fica localizada a 10 km da BR 135 (principal via do estado do Piauí) e é banhada pelo Rio Gurgueia e por riachos que passam por toda a cidade. É ligada à BR 135 através de uma ponte  que tem extensão de 80 metros de cumprimento por 8 de largura e estrutura do tipo mista, composta por concreto armado e aço. inaugurada em 17 de junho de 2016 , feita com recursos do Estado. Dentre as belezas naturais do município, podem ser citados além dos riachos, as serras que ficam em volta da cidade, o olho d'água localizado a aproximadamente 9 km do centro da cidade que é um local onde a água brota dos morros sem parar.

## Religião
| Religião       | %    |
| -------------- | ---- |
| Catolicismo    | 92,7 |
| Protestantismo | 5,4  |
| Sem religião   | 1,9  |

## Filhos ilustres
- Whindersson Nunes, humorista